# Похищение Аллы Гейфман
Похищение Аллы Гейфман было совершено в 1999 году бандой Абдулбека Ахматханова из Чечни. Похищенная — дочь саратовского предпринимателя Григория Гейфмана. Провела семь месяцев в Шалинском районе Чеченской Республики.

## Похищение
20 мая 1999 года 12-летняя Алла была похищена у своего дома в Саратове двумя злоумышленниками, переодетыми в милицейскую форму, и затем на грузовике вывезена в Чечню. Через три дня к отцу обратился Зайнды Ахматханов, сообщивший, что он готов вернуть девочку за 5 млн долларов (по другим данным — 3 млн). Через неделю похитители Ахмед Хизриев, Ильяс Абуев и Саид Бисултанов согласились снизить сумму до 2 млн долларов.
Похитители часто перевозили Аллу из одного дома в другой, где она жила у разных семей. В это время ребёнок подвергался различным пыткам.

## Операция по освобождению
В поисках девочки участвовали ФСБ, ГУБОП МВД России и региональные управления по борьбе с организованной преступностью. Григорий Гейфман в сопровождении оперативников несколько раз ездил на переговоры в Чечню, однако они постоянно срывались. 9 ноября сотрудники РУБОП получили оперативную информацию о том, что Алла может находиться в селении Шали, которое было на тот момент окружено федеральными войсками: в Шали отправились сотрудники ГУБОПа, Приволжского РУБОПа и УФСБ по Саратовской области. 12 ноября ими был освобождён 21-летний житель Волгограда Дмитрий Селёдкин, которого похитили те же бандиты, что похитили и Аллу. 16 декабря 1999 года Аллу освободили спецназовцы (она находилась в подвале одного из домов); в ходе операции были арестованы 17 преступников, но организатор похищения скрылся.
Всего в ходе операции было освобождено 13 человек, шестеро из которых — дети. Некоторые источники утверждали, что Аллу обменяли на пленного террориста.. 24 января 2000 года Гейфманам пришло приглашение из Вашингтона от Эдуарда Лозанского — основателя Американского университета в Москве, президента американского издательства «Continent USA». Лозанский, узнав о трагической истории девочки, был готов оплатить её лечение в одной из местных клиник.

## Отказ во въезде в США
По поручению Лозанского 25 февраля 2000 года представитель издательства в Москве Ольга Кириллова обратилась в генконсульство США с просьбой выдать Гейфманам визу, однако в визе им отказали. По словам Кирилловой, генконсульство мотивировало это тем, что «раны у девочки уже зажили». Однако газета «Труд» высказала другое предположение о причине отказа: «Приезд в США маленькой жертвы террористов поубавит симпатии американцев к чеченским „борцам за независимость“».
Её отец заявил, что «официальные американские лица не заинтересованы в том, чтобы девочка рассказала правду о войне в Чечне». Он также отметил: «Мы всегда думали об Америке как о стране демократии. Мы считали, что Америка готова помочь жертвам терроризма. Я глубоко сожалею об этом отказе и прошу любой возможной помощи в получении виз». По словам представителя «Фри конгресс фаундейшн» Роберта Макфарленда, «мы в Америке получаем лишь крайне однобокую информацию о событиях в этом регионе. Чтобы помочь восполнить этот пробел, мы и приглашали Аллу вместе с родителями. Российские власти к этой инициативе отношения не имели».
Депутат кнессета Израиля Марина Солодкина в письме послу США написала, что «такие действия американских властей, как и вся политика США в отношении антитеррористической операции России на Северном Кавказе, необъективны и игнорируют реальные проблемы тех, кто стал жертвой террористов в этом регионе».

## Расследование
По мнению следствия, похищение организовано Абдулбеком Ахматхановым, имевшим связи в правительстве Аслана Масхадова. В ведении его брата Зайнды Ахматханова находились мастерские, где производили оружие для вооружённых формирований.
В 2001 году в Москве был осуждён за разбой Саламбек Джаватханов, который признался, что входил в банду Абдулбека Ахматханова. Джаватханов сообщил имена похитителей. Ахматханов и Бисултанов к тому времени были убиты в ходе проведения контртеррористической операции. Дакаев был осуждён за разбой в Тольятти. Ильяс Абуев стал командиром роты военной комендатуры в Шали. В 2002 году Хизриева, Джаватханова, Абуева и Дакаева Волжский суд Саратова приговорил к лишению свободы сроками от 7 до 16 лет.
В 2004 году были арестованы сообщники преступников — С.Халилов и В.Кузнецов. Оба были приговорены к восьми годам лишения свободы.